# Antepipona peregrinabunda
Antepipona peregrinabunda är en stekelart som beskrevs av Giordani Soika 1985. Antepipona peregrinabunda ingår i släktet Antepipona och familjen Eumenidae. Inga underarter finns listade i Catalogue of Life.